# Catochrysops andamanica
Catochrysops andamanica är en fjärilsart som beskrevs av Tite 1959. Catochrysops andamanica ingår i släktet Catochrysops och familjen juvelvingar. Inga underarter finns listade i Catalogue of Life.